# Epístola a los romanos

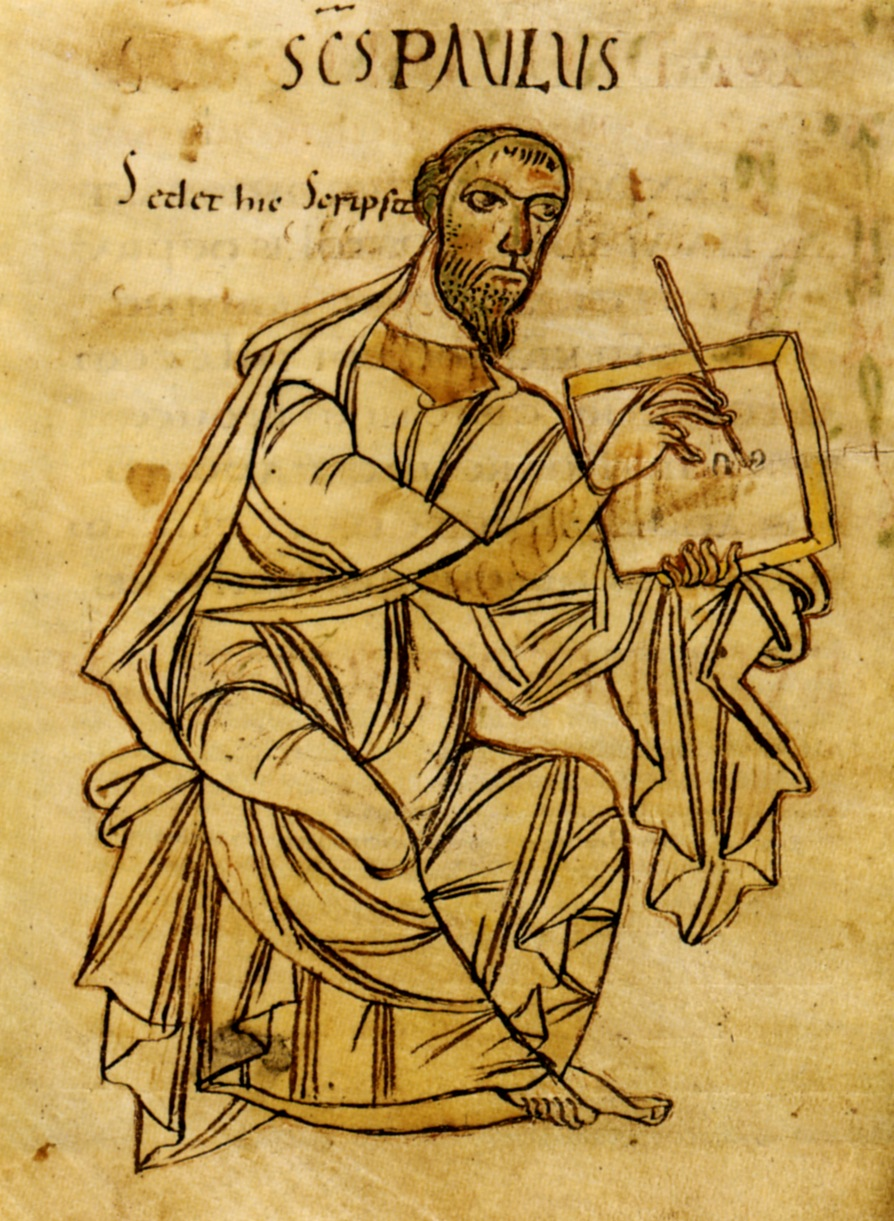
El apóstol Pablo escribiendo. La inscripción es «sedet hic scripsit» («se sienta aquí y escribe»).

La Epístola a los romanos, a menudo abreviada como Romanos, es el sexto libro del Nuevo Testamento. Los eruditos bíblicos coinciden en que fue compuesta por el apóstol Pablo para explicar que la salvación es ofrecida a través del evangelio de Jesucristo. Es la más larga de las epístolas paulinas y es considerada su «legado teológico más importante», así como su magnum opus.

## Presentación general
En opinión del estudioso jesuita Joseph A. Fitzmyer, el libro «abruma al lector por la densidad y la sublimidad del tema con el que se trata, el evangelio de la justificación y la salvación de los judíos y de los griegos por igual por la gracia de Dios por la fe en Jesucristo, que revela la rectitud y el amor de Dios Padre».
N. T. Wright anota que Romanos no es:
[...] ni una teología sistemática ni un resumen del trabajo de la vida de Pablo, sino que es de común acuerdo su obra maestra. Se empequeñece a la mayoría de sus otros escritos, un pico de los Alpes se eleva sobre las colinas y los pueblos. No todos los espectadores han visto en la misma luz o desde el mismo ángulo, y sus instantáneas y cuadros de él son a veces muy disímiles. No todos los escaladores han tomado la misma ruta hasta sus lados escarpados, y hay desacuerdos frecuentes sobre el mejor enfoque. Lo que nadie pone en duda es que estamos aquí ante una obra de sustancia masiva, presentando un desafío intelectual formidable al tiempo que ofrece una visión teológica y espiritual impresionante.

## Autoría
El consenso académico es que Pablo es el autor de la Epístola a los Romanos.
C. E. B. Cranfield, en la introducción a su comentario sobre Romanos, dice:

La negación de la autoría de Pablo a los Romanos por tales críticos [...] es ahora justamente relegada a un lugar entre las curiosidades de la erudición del Nuevo Testamento. Hoy ninguna crítica responsable disputa su origen paulino. La evidencia de su uso en los Padres Apostólicos es evidente, y antes del final del siglo II aparece y es citada como de Pablo. Cada lista temprana existente de libros del Nuevo Testamento la incluye entre sus cartas. La evidencia externa de autenticidad podría de hecho difícilmente ser más fuerte; y está totalmente corroborada por la evidencia interna, lingüística, estilística, literaria, histórica y teológica.

## Datación

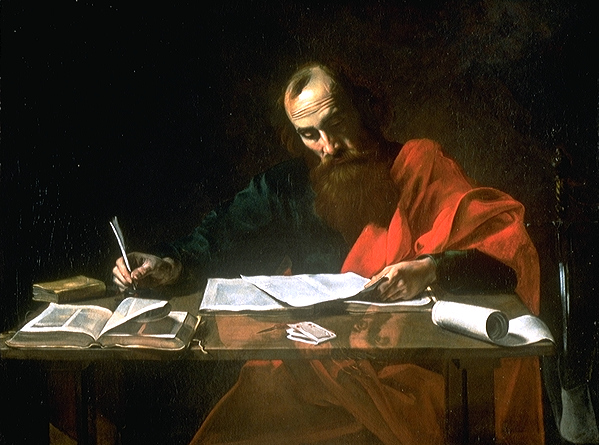
Una pintura de Pablo escribiendo sus epístolas (siglo XVII). Sólo siete de las 13 cartas que llevan el nombre de Pablo son aceptadas como auténticas. indica que Tercio actuaba como su amanuense.

La carta fue escrita muy probablemente durante la estadía de Pablo en Corinto, y probablemente mientras se alojaba en la casa de Gayo, y fue transcrita por Tercio, su amanuense. Existe un número de razones por las que Corinto es más plausible. Pablo estaba a punto de viajar a Jerusalén al escribir la carta, lo que coincide con Hechos (Hechos 20:3), donde se informa que Pablo se quedó por tres meses en Grecia. Esto probablemente implica Corinto, ya que fue el lugar de mayor éxito misionero de Pablo en Grecia. Además Febe (Romanos 16:1) era una diaconisa de la Iglesia en Cencrea, un puerto al este de Corinto, y habría sido capaz de transmitir la carta a Roma después de pasar por esa ciudad y tomar un barco desde su puerto occidental. Erasto, mencionado en Romanos 16:23, también vivió en Corinto, siendo comisionado de la ciudad para obras públicas y tesorero de la ciudad en varias ocasiones, lo que indica una vez más que la carta fue escrita en Corinto.
El momento preciso en que fue escrita no es mencionado en la epístola, pero lo fue obviamente cuando la ofrenda para Jerusalén estaba preparada y Pablo estaba a punto de «ir a Jerusalén a ministrar a los santos», es decir, al cierre de su segunda visita a Grecia, durante el invierno anterior a su última visita a esa ciudad. La mayoría de los especialistas que escriben sobre Romanos proponen que la carta fue escrita a finales de 55/inicios de 56 o finales de 56/inicios de 57. Tanto una fecha en inicios de 58 como en inicios de 55 tienen algo de apoyo, mientras que el especialista alemán en Nuevo Testamento Gerd Lüdemann argumenta a favor de una fecha tan temprana como 51/52 (o 54/55), siguiendo a Knox quien propuso 53/54. Lüdemann es el único que desafía seriamente el consenso general que data la epístola de mediados/finales de la década de 50.

## Suscripciones
Algunos manuscritos tienen una suscripción al final de la Epístola:
- προς Ρωμαιους («a los Romanos») se encuentra en estos manuscritos: Codex Sinaiticus, Codex Alexandrinus, Codex Vaticanus, Codex Ephraemi Rescriptus, Codex Claromontanus;
- προς Ρωμαιους εγραφη απο Κορινθου («a los Romanos, escrita desde Corinto»): B2, D2 (P);
- προς Ρωμαιους εγραφη απο Κορινθου δια Φοιβης της διακονου («a los Romanos, escrita desde Corinto por Febe la diaconisa»): 42, 90, 216, 339, 462, 466*, 642;
- εγραφη η προς Ρωμαιους επιστολη δια Τερτιου επεμφτη δε δια Φοιβης απο Κορινθιων της εν Κεγχρεαις εκκλησιας («la epístola a los Romanos, escrita por Tercio y enviada por Febe, de los corintios de la iglesia en Cencrea»): solamente en 337;
- προς Ρωμαιους εγραφη απο Κορινθου δια Φοιβης της διακονου της εν Κεγχρεαις εκκλησιας («a los Romanos, escrita desde Corinto por Febe, la diaconisa de la iglesia en Cencrea»): 101, 241, 460, 466, 469, 602, 603, 605, 618, 1923, 1924, 1927, 1932, seguida por el Textus Receptus.[2]

## La vida de Pablo en relación con su epístola
Durante diez años antes de escribir la carta (aprox. 47-57), Pablo había viajado por los territorios que bordean el mar Egeo, evangelizando. Se habían establecido iglesias en las provincias romanas de Galacia, Macedonia, Acaya y Asia. Pablo, considerando su tarea completa, quería predicar el evangelio en España, donde no habría de «edificar sobre fundamento ajeno» (Romanos 15:20). Esto le permitiría visitar Roma en el camino, una ambición suya de larga data. La Carta a los romanos, en parte, los prepara y da razones de su visita. Además de la ubicación geográfica de Pablo, sus puntos de vista religiosos son importantes. En primer lugar, Pablo era un judío helenístico con un fondo farisaico —discípulo de Gamaliel—, integral con su identidad. Su preocupación por su pueblo constituye una parte del diálogo y discurre a lo largo de la carta. La otra parte del diálogo refiere a la conversión de Pablo y el llamado a seguir a Cristo a principios de la década de 30.

## Las iglesias en Roma
El registro antiguo más probable de los inicios del cristianismo en Roma está dado por un escritor del siglo IV conocido como Ambrosiastro:
Está establecido que había judíos viviendo en Roma en los tiempos de los apóstoles, y que los judíos que habían creído [en Cristo] dieron a los romanos la tradición que se debía profesar a Cristo, pero manteniendo la ley [Torá] [...]. Uno no debería condenar los romanos, sino alabar su fe, porque sin ver signos o milagros y sin ver a ninguno de los apóstoles, ellos, sin embargo, aceptaron la fe en Cristo, aunque según un rito judío.
De Adam Clarke:
Con motivo de escribir la epístola: [...] Pablo se había familiarizado con todas las circunstancias de los cristianos en Roma [...] y encontró que eran [...] en parte paganos convertidos al cristianismo, y en parte judíos que, con muchos prejuicios restantes, creían en Jesús como el verdadero Mesías; y que muchas contiendas surgieron de las reclamaciones de los gentiles para igualar los privilegios que tenían los judíos, y de la negativa absoluta de los judíos a admitir tales reclamaciones, a menos que los conversos gentiles fueran circuncidados; él [Pablo] escribió esta epístola para adaptar y resolver estas diferencias.
En este momento, los judíos conformaban un número importante en Roma y sus sinagogas, frecuentadas por muchos, permitieron a los gentiles familiarizarse con la historia de Jesús de Nazaret. En consecuencia, se formaron en Roma iglesias integradas por ambos, judíos y gentiles. Según Ireneo, un Padre de la Iglesia del siglo II, la Iglesia de Roma fue fundada directamente por los apóstoles Pedro y Pablo. Sin embargo, muchos eruditos modernos no están de acuerdo con Ireneo, sosteniendo que, si bien poco se sabe de las circunstancias de la fundación de la Iglesia, no fue fundada por Pablo:
Muchos de los hermanos fueron al encuentro de Pablo en su aproximación a Roma. Hay evidencia de que los cristianos estaban entonces en Roma, en cantidades considerables y probablemente tenían más de un lugar de reunión.
—Easton's Bible Dictionary [Diccionario de la Biblia de Easton]
Nótese el gran número de nombres en Romanos 16:3-15 de los que estaban entonces en Roma, y los versículos 5, 15 y 16 indican la existencia de más de una asamblea de la Iglesia o sociedad de creyentes en Roma. El versículo 5 menciona una iglesia que se reunía en la casa de Aquila y Priscila. Los versículos 14 y 15, cada uno menciona agrupaciones de creyentes y santos.
Los judíos fueron expulsados de Roma en torno al año 49 a causa de los disturbios por el edicto de Claudio. Joseph A. Fitzmyer afirma que ambos, judíos y cristianos judíos, fueron expulsados como consecuencia de su lucha interna. Claudio murió alrededor del año 54 d. C., y su sucesor, el emperador Nerón, permitió a los judíos regresar a Roma. Pero después del gran incendio de Roma de 64, los cristianos fueron perseguidos. Fitzmyer argumenta que, con el regreso de los judíos a Roma en 54, un nuevo conflicto surgió entre los cristianos gentiles y los cristianos judíos que anteriormente habían sido expulsados. Keck piensa que los gentiles cristianos pudieron haber desarrollado una aversión o desprecio a los judíos, porque teológicamente racionalizaron que los judíos ya no eran el pueblo de Dios.

## Estilo
Los estudiosos suelen tener dificultades para evaluar si Romanos es una carta o una epístola, una distinción relevante en el análisis de forma crítica:
Una carta es algo no literario, un medio de comunicación entre las personas que están separadas unas de otras. De naturaleza confidencial y personal, está destinada solamente para las personas o persona a las que se dirige, y de ningún modo para el público o cualquier tipo de divulgación. [...] Una epístola es una forma literaria artística, al igual que el diálogo, la oración, o el drama. No tiene nada en común con la carta, excepto su forma: además de que uno podría adentrarse en la paradoja de que la epístola sea lo opuesto a una carta real. Los contenidos de la epístola se destinan a la difusión —apuntan al «público» interesado.
Joseph A. Fitzmyer argumenta, a partir de la evidencia presentada por Stirewalt, que el estilo de Romanos es un «ensayo-carta». Philipp Melanchthon, un escritor de la Reforma, sugirió que Romanos es caput et summa universae doctrinae christianae («un resumen de toda la doctrina cristiana»). Mientras que algunos estudiosos tratan de sugerir, como Melanchthon, que se trata de un tipo de tratado teológico, este punto de vista ignora en gran medida los capítulos 14 y 15 de Romanos. También hay muchos «elementos destacados» que faltan en Romanos que se incluyen en otras áreas del corpus paulino. El desglose de la imagen de Romanos como tratado comenzó con F. C. Baur en 1836, cuando sugirió que «esta carta tiene que ser interpretada de acuerdo con las circunstancias históricas en las que Pablo la escribió». Pablo usa a veces un estilo de escritura común en su época llamado «diatriba». Él parece estar respondiendo a un «alborotador» (probablemente uno imaginario basado en los encuentros de Pablo con objeciones reales en sus predicaciones anteriores), y la carta está estructurada como una serie de argumentos. En el flujo de la carta, Pablo cambia sus argumentos, dirigiéndose a veces a los miembros judíos de la iglesia, a veces a los miembros gentiles, y a veces a la iglesia en su conjunto.

## Propósitos del escrito
El objetivo principal de la epístola a los Romanos puede ser dado por Pablo en Romanos 1:1, en el que revela que él está apartado por Dios con el propósito de predicar el Evangelio, que explica. Desea impartir a los lectores romanos un regalo de aliento y seguridad en todo aquello que Dios les ha dado libremente (Romanos 1:11-12; 1 Corintios 2:12).
Los propósitos del apóstol, dictando esta carta a su amanuense Tercio (Romanos 16:22), también se articulan en la segunda mitad del capítulo 15:
1. Pablo pide oraciones para su próximo viaje a Jerusalén; espera que la ofrenda recogida de las iglesias gentiles será aceptada allí.
2. Pablo está planeando viajar a Roma desde Jerusalén y pasar algún tiempo allí antes de pasar a Hispania; espera que la iglesia romana respalde su misión en Hispania.
3. Puesto que Pablo nunca ha estado en Roma, él resume su evangelio para que su enseñanza no sea confundida con la de los «falsos maestros».
4. Pablo es consciente de que hay algún conflicto entre los cristianos gentiles y los cristianos judíos en la iglesia romana, e incluyó esas preocupaciones (los capítulos 13 y la primera mitad del 14). Mientras que la iglesia romana fue teóricamente fundada por los judeocristianos, el exilio de los judíos de Roma en el año 49 por Claudio dio como resultado que los cristianos gentiles tomaran posiciones de liderazgo.

Para revisar los puntos de vista académicos actuales sobre el propósito de Romanos, junto con una bibliografía, véase Dictionary of Paul and His Letters [Diccionario de Pablo y Sus Cartas]. Para una visión reformada «lolarda» del siglo XVI, véase la obra de William Tyndale. En su prólogo a su traducción del libro de Romanos, que fue tomada en gran parte del prólogo del reformador alemán Martín Lutero, Tyndale escribió:
[...] esta epístola es la principal y más excelente parte del Nuevo Testamento, y el evangelion más puro, es decir, las buenas nuevas y lo que llamamos el evangelio, y también una luz y un camino hacia toda la Escritura [...] La suma y la causa general de los escritos de esta epístola es demostrar que el hombre es justificado solamente por la fe: proposición que quienquiera niega, no solamente niega esta epístola y todo lo que Pablo escribió, sino también toda la Escritura, un encerrado que nunca deberá entender la salud de su alma. Y para llevar a un hombre a la comprensión y la sensación de que la fe solamente justifica, Pablo demostró que toda la naturaleza del hombre está tan envenenada y tan corrompida, y tan muerta en relación con la vida piadosa o el pensamiento divino, que es imposible [para el ser humano] mantener la ley ante los ojos de Dios.

## Contenido
Esta carta-ensayo compuesta por Pablo fue escrita para un público específico en un momento determinado; para entenderla, las situaciones, tanto la de Pablo como la de los receptores, también deben ser entendidas.

### Prólogo (1:1-15)

#### Saludo (1:1-7)
La introducción (Romanos 1:1-16) proporciona algunas anotaciones generales sobre Pablo. Él presenta su apostolado aquí y en las notas introductorias sobre el evangelio que desea predicar a la iglesia de Roma. La estirpe humana (literalmente, «según la carne») de Jesús proviene de David (Romanos 1:3). Pablo, sin embargo, no limita su ministerio a los judíos. La meta de Pablo es que también los gentiles pudieran escuchar el evangelio (Romanos 1:5).

#### Oración de Acción de Gracias (1:8-15)
Elogia a los romanos por su fe (Romanos 1:8). Pablo también habla de los últimos obstáculos que han bloqueado su llegada a Roma antes (Romanos 1:11-13).

### La salvación en Cristo (1:16-8:39)

#### La justicia de Dios (1:16-17)
El anuncio de Pablo de que él no está «avergonzado» (epaiscúnomai) de su evangelio, ya que tiene poder (dúnamis). Estos dos versículos forman un telón de fondo para el resto del libro. En primer lugar, observamos que Pablo no se avergüenza de su amor por este evangelio que predica sobre Jesucristo. También señaló que él está hablando con el «judío primeramente» (Romanos 1:16). Existe relevancia en esto, pero es en gran parte  una conjetura académica, así como la relación de el apóstol Pablo con el judaísmo, que sigue siendo objeto de debate. Estamos apremiados a encontrar una respuesta a esa pregunta sin saber más sobre la audiencia en cuestión. Los estudiosos tratan de encontrar una respuesta a esa pregunta sin saber más acerca de la audiencia en cuestión, pero si sabemos con certeza que Pablo dejó de ser un fariseo a raíz de su conversión. Wayne Brindle argumenta, basándose en antiguos escritos de Pablo contra los judaizantes en Gálatas y 2 Corintios, que los rumores sobre la total negación de Pablo de la existencia judía probablemente se había extendido en todo el mundo cristiano ( véase Supersesionismo). Pablo pudo haber utilizado el enfoque del «judío primeramente» para contrarrestar ese punto de vista.

#### Condenación: La corrupción universal de los gentiles y los judíos (1:18-3:20)

##### El juicio de Dios (1:18-32)
Pablo ahora empieza con el eje principal de su carta. Comienza por indicar que los seres humanos practican continuamente la impiedad y la injusticia, causando la ira de Dios (Romanos 1:18). La gente que desconoce realmente cuál sea la imagen de Dios invisible, la ha tratado de representar dándole alguna de las imágenes de las criaturas, incluso la imagen del mismo hombre, convirtiendo estas representaciones equivocadas en  ídolos. Pablo parece aquí basarse en la Sabiduría de Salomón. Condena el comportamiento sexual antinatural y advierte de que tal comportamiento se traducirá en un cuerpo y una mente depravados (Romanos 1:26-27), y dice que las personas que cometen este tipo de cosas (incluyendo el asesinato y la maldad; Romanos 1:29) son dignas de muerte (Romanos 1:32). Pablo se mantiene firme contra el sistema de la adoración de ídolos, que era común en Roma.

##### La advertencia de Pablo contra los hipócritas (2:1-4)
En la interpretación tradicional protestante, Pablo aquí clama contra los judíos que están condenando a los demás por no seguir la ley cuando ellos mismos tampoco están siguiendo la ley. Stanley Stowers, sin embargo, ha argumentado por razones retóricas que Pablo está en estos versículos no abordando al judío en absoluto, sino más bien una caricatura fácilmente reconocible de la típica persona jactanciosa (ὁ ἀλαζων). Stowers escribe: «No hay absolutamente ninguna justificación para leer Romanos 2:1-5 como el ataque de Pablo sobre ‹la hipocresía de los judíos›. Nadie en el siglo I habría identificado ho alazon con el judaísmo. Esa interpretación popular depende anacrónicamente de una lectura con caracterizaciones cristianas tardías de los judíos como ‹fariseos hipócritas›».

##### Justificación: El regalo de la gracia y el perdón a través de la fe (3:21-5:11)
Pablo dice que la justicia de Dios se ha dado a conocer, al margen de la ley, a lo que tanto la ley y los profetas dan testimonio: la justicia de Dios por medio de la fe en Jesús a todo aquel que cree (Romanos 3:21-22). Él describe la justificación (limpiar legalmente al creyente de la culpa y el castigo del pecado) como un don de Dios (Romanos 3:24), y no obra del hombre (para que no puede jactarse), sino por la fe (Romanos 3:28).

##### La seguridad de la salvación (5-11)
En los capítulos cinco al ocho, Pablo afirma que los creyentes pueden tener la seguridad de su esperanza en la salvación, después de haber sido liberados de la esclavitud del pecado. Pablo enseña que a través de la fe (Romanos 3:28, 4:3), los fieles se han unido a Jesús (Romanos 5:1) y se han liberado del pecado (Romanos 6:1-2, 18). Los creyentes deben tener la certeza de la salvación (Romanos 12:12). Esta promesa está abierta a todo el mundo, ya que todos han pecado (Romanos 3:23), salvo el que pagó por todos ellos (Romanos 3:24).
En los capítulos 9-11, Pablo se refiere a la fidelidad de Dios con los hijos de Israel, señalando que Dios ha sido fiel a su promesa. Pablo espera que todos los israelitas llegarán a darse cuenta de la verdad (Romanos 9:1-5) puesto que él mismo era un israelita (Romanos 11:1), que en el pasado fue perseguidor de los primeros cristianos. En Romanos 9-11, Pablo explica que la nación de Israel ha tropezado, y las condiciones en que Israel será nuevamente la nación escogida de Dios: cuando Israel vuelva a su fe, dejando a un lado su incredulidad (Romanos 11:19-24).
En Romanos 7:1, Pablo dice que los seres humanos están bajo la ley, mientras vivimos: «¿Acaso ignoráis [...] que la ley se enseñorea del hombre entre tanto que éste vive?». Sin embargo, de acuerdo con una interpretación antinomista, la muerte de Jesús en la cruz hace a los creyentes muertos a la ley (Romanos 7:4: «Así también vosotros, hermanos míos, habéis muerto a la ley mediante el cuerpo de Cristo»).

### La transformación de los creyentes (12-15:13)
Desde el capítulo 12 hasta la primera parte del capítulo 15, Pablo describe cómo el Evangelio transforma a los creyentes y el comportamiento que resulta de esa transformación. Esta transformación es descrita como una «renovación de vuestro entendimiento» (Romanos 12:2), una transformación que Douglas J. Moo caracteriza como «el núcleo del tema». Es una transformación tan radical que equivale a una «transfiguración del cerebro», una «metanoia», una «revolución mental».
Pablo continúa describiendo cómo los creyentes deben vivir. Los cristianos ya no están bajo la ley, es decir, ya no es obligado por la ley de Moisés, sino bajo la gracia de Dios. No necesitamos vivir bajo la ley, porque en la medida en que nuestras mentes han sido renovadas, sabremos «casi instintivamente» lo que Dios quiere de nosotros. La ley proporciona entonces un «criterio objetivo» para juzgar el progreso en el «proceso de toda la vida» de la renovación de nuestra mentes.
En la medida en que han sido liberados del pecado por mentes renovadas (Romanos 6:18), los creyentes ya no están obligados a pecar. Los creyentes son libres para vivir en obediencia a Dios y el amor a todo el mundo. Como dice Pablo en Romanos 13:10, «el amor (ἀγάπη) no hace mal al prójimo; así que el cumplimiento de la ley es el amor».
El fragmento en Romanos 13:1-7 sobre la obediencia a los poderes del mundo es considerado por algunos, por ejemplo James Kallas, como una glosa incorporada más tarde.

### Epílogo (15:1-16:23)
- Amonestación (Romanos 15:1-6)
- Resumen de la Epístola (Romanos 15:7-21)

#### Ministerio y planes de viaje de Pablo (16:14-27)
Las frases finales contienen una descripción de sus planes de viaje, saludos personales y salutaciones. Un tercio de los veintiún cristianos identificados en los saludos son mujeres, algunas de las cuales jugaron un papel importante en la iglesia primitiva en Roma. Además, ninguno de estos cristianos responden al nombre de Pedro, aunque de acuerdo con la línea histórica católica, él habría estado gobernando como papa en Roma durante unos 25 años. Posiblemente está relacionado con el incidente de Antioquía entre Pablo y Pedro.
- Saludos personales (Romanos 16:1-23 [24])
- Doxología de cierre (Romanos 16:25-27)

## Hermenéutica

### Interpretación católica
Los católicos aceptan la necesidad de la fe para la salvación, pero destacando Romanos 2:5-11 sobre la necesidad de vivir una vida virtuosa, así:
Pero por tu dureza y por tu corazón no arrepentido, atesoras para ti mismo ira para el día de la ira y de la revelación del justo juicio de Dios, el cual pagará a cada uno conforme a sus obras: vida eterna a los que, perseverando en bien hacer, buscan gloria y honra e inmortalidad, pero ira y enojo a los que son contenciosos y no obedecen a la verdad, sino que obedecen a la injusticia; tribulación y angustia sobre todo ser humano que hace lo malo, el judío primeramente y también el griego, pero gloria y honra y paz a todo el que hace lo bueno, al judío primeramente y también al griego; porque no hay acepción de personas para con Dios.
A lo largo de sus escritos, Agustín de Hipona afirma enérgicamente la concepción católica de esta y otras admoniciones bíblicas. En sus sermones a sus congregaciones, es especialmente cuidadoso para advertirles contra un deseo excesivo para una completa seguridad de la salvación. En su Exposición del Salmo 147, por ejemplo, afirma:
El evangelio nos advirtió, «Estad alerta para el último día, el día en que el Hijo del Hombre vendrá», porque va a significar un desastre para aquellos que encuentran seguros como ahora; seguros por las razones equivocadas, quiero decir, seguros en los placeres de este mundo, cuando deberían estar seguros solamente cuando hayan dominado los deseos de este mundo. El apóstol ciertamente nos prepara para la vida futura, en palabras que yo también recordé en esa ocasión.
Una vez más, en su Exposición del Salmo 85, Agustín es quizás aún más específico:
No esperemos seguridad mientras estamos en peregrinación. Cuando nos encontramos queriéndolo, lo que estamos buscando es la quietud del cuerpo en lugar de la seguridad personal.

### Interpretación protestante
En la interpretación protestante, las epístolas del Nuevo Testamento (incluyendo Romanos), describen a la salvación como proveniente de la fe y no de acciones rectas. Por ejemplo, Romanos 4:2-5 (subrayado añadido):
Porque si Abraham fue justificado por las obras, tiene de qué gloriarse, pero no para con Dios. Porque ¿qué dice la Escritura? Creyó Abraham a Dios, y le fue contado por justicia. Pero al que obra, no se le cuenta el salario como gracia, sino como deuda; mas al que no obra, sino cree en aquel que justifica al impío, su fe le es contada por justicia.
También señalan que en Romanos 2:5-11, Pablo dice que Dios recompensará a aquellos que siguen la ley y luego pasa a decir que nadie sigue la ley perfectamente (véase también el Sermón de la Montaña). En Romanos 2:21-25:
Tú, pues, que enseñas a otro, ¿no te enseñas a ti mismo? Tú que predicas que no se ha de hurtar, ¿hurtas? Tú que dices que no se ha de adulterar, ¿adulteras? Tú que abominas de los ídolos, ¿cometes sacrilegio? Tú que te jactas de la ley, ¿con infracción de la ley deshonras a Dios? Porque como está escrito, el nombre de Dios es blasfemado entre los gentiles por causa de vosotros. Pues en verdad la circuncisión aprovecha, si guardas la ley; pero si eres transgresor de la ley, tu circuncisión viene a ser incircuncisión.
Martín Lutero describió la carta de Pablo a los Romanos como «la pieza más importante en el Nuevo Testamento. Es Evangelio puro. Bien vale la pena a un cristiano no solamente memorizarla palabra por palabra, sino también vivir en ella todos los días, como si fuera el pan de cada día del alma».
Lutero, polémicamente, añadió la palabra «sola» (allein en alemán) en Romanos 3:28, leyéndose: «por lo tanto, tenemos, pues, que el hombre es justificado con la fe sola, sin hacer las obras de la ley». La palabra «sola» no aparece en el texto griego original, pero Lutero defendió su traducción al sostener que el adverbio «sola» era requerido tanto por la idiomática alemana y significado pretendido de Pablo. Se trata de un punto de vista literalista, en lugar de un punto de vista literal de la Biblia.
El apologista James Swan enumera numerosas fuentes católicas que también tradujeron Romanos 3:28 con la palabra «sola», o atestiguó otros fuentes haciendo lo mismo antes de Lutero. Un comentario de la Biblia, publicado en 1864, informa que:
Traductores católicos anteriores a la época de Lutero habían dado la misma traducción. Así pues, en la Biblia de Núremberg (1483), «Nur glauben durch den». Y así, en las Biblias italianas de Ginebra (1476) y de Venecia (1538), per sola fede. Los Padres [de la Iglesia] también suelen utilizar la expresión, «el hombre es justificado por la fe sola» [...].
El Camino de los Romanos se refiere a un conjunto de pasajes de Romanos que los evangelistas cristianos utilizan para presentar un caso claro y simple de la salvación personal a cada persona. Ellos son: Romanos 3:23, 3:10, 6:23, 5:8, 5:11, 10:13, 10:9, 10:17.
Romanos ha estado a la vanguardia de varios movimientos importantes en el protestantismo. Las conferencias de Martín Lutero sobre Romanos en 1515-1516 probablemente coincidieron con el desarrollo de su crítica del catolicismo romano que dio lugar a las 95 tesis de 1517. En 1738, mientras escuchaba el Prefacio de Lutero a la Epístola a los Romanos leído en la iglesia de San Botolph en Aldersgate Street en Londres, John Wesley célebremente sintió que su corazón estaba «extrañamente regocijado», una experiencia de conversión a menudo vista como el comienzo del metodismo. En 1919 el comentario de Karl Barth a Romanos, La Epístola a los Romanos, fue la publicación que es ampliamente considerada como el comienzo de la neo-ortodoxia.